# Alte Synagoge (Jedwabne)
Koordinaten: 53° 17′ 8,2″ N, 22° 18′ 5,8″ O

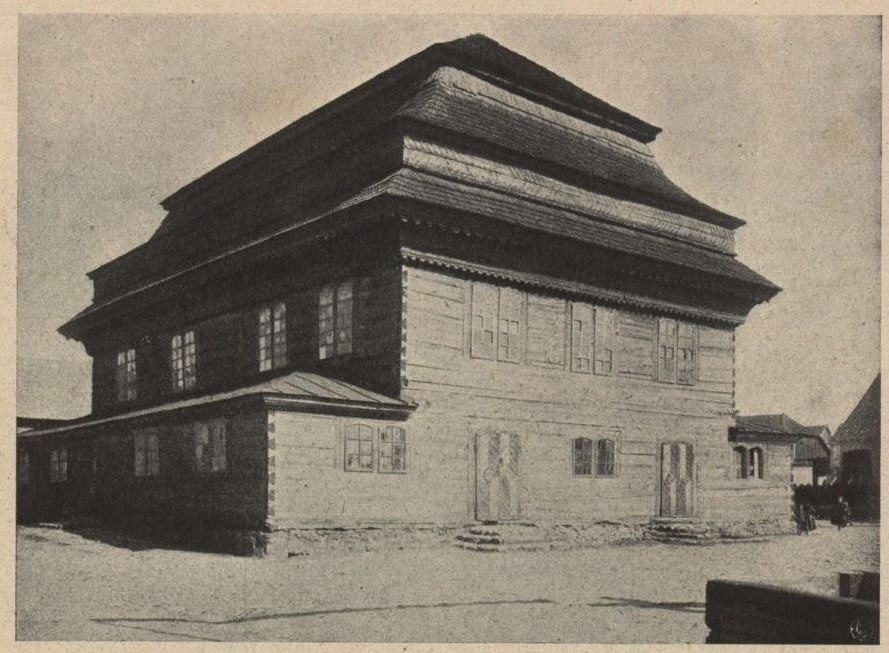
Alte Synagoge in Jedwabne

Die Alte Synagoge in Jedwabne, einer polnischen Stadt in der Woiwodschaft Podlachien, wurde 1770 errichtet. Die hölzerne Synagoge in der Łomżyńska-Straße wurde bei einem Brand im Jahr 1913 völlig zerstört.
Im 19. Jahrhundert wurden an beiden Längsseiten niedrige Anbauten hinzugefügt, um zusätzlich Plätze für Frauen zu schaffen.